# Шател-Сенсоа
Шател-Сенсоа (фр. Châtel-Censoir) насеље је и општина у источном делу централне Француске у региону Бургоња, у департману Јон која припада префектури Авалон.
По подацима из 2011. године у општини је живело 660 становника, а густина насељености је износила 26,81 становника/km². Општина се простире на површини од 24,62 km². Налази се на средњој надморској висини од 137 метара (максималној 283 m, а минималној 127 m).

## Демографија
| 1962. | 1968. | 1975. | 1982. | 1990. | 1999. | 2011. |
| ----- | ----- | ----- | ----- | ----- | ----- | ----- |
| 708   | 805   | 713   | 677   | 602   | 657   | 660   |

График промене броја становника у току последњих година